# جیرکرد
جیرکُرد (به لاتین: Cırkürd) یک منطقه مسکونی در جمهوری آذربایجان است که در شهرستان گوی‌چای واقع شده است.